# Petra Haltmayr
Petra Haltmayr (ur. 16 września 1975 w Rettenbergu) – niemiecka narciarka alpejska.

## Kariera
Po raz pierwszy na arenie międzynarodowej pojawiła się w 1994 roku, startując na mistrzostwach świata juniorów w Lake Placid. Zajęła tam między innymi czwarte miejsce w kombinacji, ósme w gigancie i dziewiąte w slalomie.
W zawodach Pucharu Świata zadebiutowała 30 grudnia 1994 roku w Meribel, gdzie nie zakwalifikowała się do drugiego przejazdu giganta. Pierwsze pucharowe punkty wywalczyła 23 listopada 1997 roku w Park City, zajmując 14. miejsce w slalomie. Na podium zawodów PŚ po raz pierwszy stanęła 5 marca 2000 roku w Lenzerheide, kończąc zjazd na drugiej pozycji. W zawodach tych rozdzieliła Corinne Imlig ze Szwajcarii oraz Rosjakę Olesię Alijewą i Austriaczkę Renate Götschl. W kolejnych startach jeszcze trzy razy stanęła na podium: 30 listopada 2000 roku w Lake Louise wygrała zjazd, 24 lutego 2001 roku w Lenzerheide była trzecia w tej samej konkurencji, a 1 grudnia 2001 roku w Lake Louise wygrała supergiganta. W sezonie 2000/2001 zajęła 15. miejsce w klasyfikacji generalnej, a w klasyfikacji zjazdu była siódma.
Wystartowała na igrzyskach olimpijskich w Salt Lake City w 2002 roku, gdzie zajęła 23. miejsce w supergigancie, a kombinacji, zjazdu i giganta nie ukończyła. Na rozgrywanych cztery lata później igrzyskach w Turynie była szósta w zjeździe i dziewiąta w supergigancie. Była też między innymi piąta w kombinacji i jedenasta w supergigancie podczas mistrzostw świata w St. Anton w 2001 roku.
W 2007 roku zakończyła karierę.

## Osiągnięcia

### Igrzyska olimpijskie
| Miejsce | Dzień     | Rok  | Miejscowość    | Konkurencja | Czas biegu | Strata | Zwyciężczyni            |
| ------- | --------- | ---- | -------------- | ----------- | ---------- | ------ | ----------------------- |
| DNF     | 12 lutego | 2002 | Salt Lake City | Zjazd       | 1:39,56    | –      | Carole Montillet-Carles |
| DNF2    | 14 lutego | 2002 | Salt Lake City | Kombinacja  | 2:43,28    | –      | Janica Kostelić         |
| 23.     | 17 lutego | 2002 | Salt Lake City | Supergigant | 1:13,59    | +2,66  | Daniela Ceccarelli      |
| DNF2    | 22 lutego | 2002 | Salt Lake City | Gigant      | 2:30,01    | –      | Janica Kostelić         |
| 6.      | 15 lutego | 2006 | Turyn          | Zjazd       | 1:56,49    | +1,20  | Michaela Dorfmeister    |
| 9.      | 20 lutego | 2006 | Turyn          | Supergigant | 1:32,47    | +1,03  | Michaela Dorfmeister    |

### Mistrzostwa świata
| Miejsce | Dzień       | Rok  | Miejscowość | Konkurencja     | Czas biegu | Strata | Zwyciężczyni         |
| ------- | ----------- | ---- | ----------- | --------------- | ---------- | ------ | -------------------- |
| 11.     | 29 stycznia | 2001 | St. Anton   | Supergigant     | 1:23,44    | +0,65  | Régine Cavagnoud     |
| 5.      | 2 lutego    | 2001 | St. Anton   | Kombinacja      | 2:55,65    | +4,14  | Martina Ertl         |
| 24.     | 6 lutego    | 2001 | St. Anton   | Zjazd           | 1:36,20    | +3,94  | Michaela Dorfmeister |
| DNF2    | 9 lutego    | 2001 | St. Anton   | Gigant          | 2:19,01    | –      | Sonja Nef            |
| 24.     | 30 stycznia | 2005 | Bormio      | Supergigant     | 1:17,64    | +2,53  | Anja Pärson          |
| 18.     | 6 lutego    | 2005 | Bormio      | Zjazd           | 1:39,90    | +2,57  | Janica Kostelić      |
| DNF1    | 8 lutego    | 2005 | Bormio      | Gigant          | 2:13,63    | –      | Anja Pärson          |
| 15.     | 6 lutego    | 2007 | Åre         | Supergigant     | 1:18,85    | +1,89  | Anja Pärson          |
| DNS     | 9 lutego    | 2007 | Åre         | Superkombinacja | 1:57,69    | –      | Anja Pärson          |
| 28.     | 11 lutego   | 2007 | Åre         | Zjazd           | 1:26,89    | +3,37  | Anja Pärson          |

### Mistrzostwa świata juniorów
| Miejsce | Dzień    | Rok  | Miejscowość | Konkurencja | Czas biegu | Strata | Zwyciężczyni    |
| ------- | -------- | ---- | ----------- | ----------- | ---------- | ------ | --------------- |
| 27.     | 9 marca  | 1994 | Lake Placid | Zjazd       | 1:27,50    | +2,58  | Mélanie Suchet  |
| 17.     | 11 marca | 1994 | Lake Placid | Supergigant | 1:23,29    | +4,59  | Hilde Gerg      |
| 8.      | 13 marca | 1994 | Lake Placid | Gigant      | 2:19,29    | +4,54  | Mélanie Turgeon |
| 9.      | 15 marca | 1994 | Lake Placid | Slalom      | 1:16,22    | +2,89  | Laure Pequegnot |
| 4.      | 15 marca | 1994 | Lake Placid | Kombinacja  | ?          | ?      | Mélanie Turgeon |

### Puchar Świata

#### Miejsca w klasyfikacji generalnej
- sezon 1997/1998: 77.
- sezon 1998/1999: 99.
- sezon 1999/2000: 27.
- sezon 2000/2001: 15.
- sezon 2001/2002: 34.
- sezon 2002/2003: 123.
- sezon 2003/2004: 40.
- sezon 2004/2005: 28.
- sezon 2005/2006: 44.
- sezon 2006/2007: 76.

#### Miejsca na podium
1. Lenzerheide – 5 marca 2000 (zjazd) – 2. miejsce
2. Lake Louise – 30 listopada 2000 (zjazd) – 1. miejsce
3. Lenzerheide – 24 lutego 2001 (zjazd) – 3. miejsce
4. Lake Louise – 1 grudnia 2001 (supergigant) – 1. miejsce